# Smögens församling
Smögens församling var en församling i Göteborgs stift och i Sotenäs kommun. Församlingen uppgick 2010 i Södra Sotenäs församling.

## Administrativ historik
Församlingen bildades 1924 genom en utbrytning ur Kungshamns församling.
Församlingen var till 2010 annexförsamling i pastoratet Kungshamn, Smögen, Askum och Malmön. Församlingen uppgick 2010 i Södra Sotenäs församling.

## Kyrkobyggnader
- Smögens kyrka

## Församlingsområdets geografi
Smögens församling låg i sydvästra delen av Sotenäs kommun i norra Bohuslän. Församlingen omfattade de förenade klippöarna Smögenön och Hasselön samt några flera öar och skär strax utanför yttre Sotenäset. Öarna har fiskelägesbebygelse. På Smögenön ligger centralorten Smögen och på Hasselön ligger tätortsbebyggelsens nordliga del. Dit hör Hasselösund. Västerut från Hasselön sträcker sig halvön Sandön med naturreservat. I församlingsområdets nordöstra del ligger Grinholmen. Längst i söder ligger Hållö med Hållö fyr.
I väster avgränsas församlingen av Skagerrak.
År 1932 hade Smögens församling 1 702 invånare på en yta av 4,46 km². Smögens fiskeläge var detta år Bohusläns största och hade år 1930 310 yrkesfiskare och 10 binäringsfiskare och var en huvudort för handel med makrill samt hummer. Smögen hade (1932) tullstation samt lotsstation. 1932 hade Hållö 12 invånare.

## Namnet
År 1705 skrevs Smögen. Namnet är släkt med verbet smyga och avser ursprungligen "smyghålet" – den trånga infarten för småbåtar väster om Smögens hamn.

### Fotnoter
1. 1 2  Nationell Arkivdatabas Referenskod: SE/142704000, läst: 29 september 2018.[källa från Wikidata]
2. ↑  ”Förteckning (Sveriges församlingar genom tiderna)”. Skatteverket. 1989. http://www.skatteverket.se/privat/folkbokforing/omfolkbokforing/folkbokforingigaridag/sverigesforsamlingargenomtiderna/forteckning.4.18e1b10334ebe8bc80003999.html. Läst 17 december 2013.
3. ↑  ”Församlingar”. Statistiska centralbyrån. https://www.scb.se/hitta-statistik/regional-statistik-och-kartor/regionala-indelningar/forsamlingar/. Läst 30 december 2022.
4. ↑  Terrängkartan (Gröna kartan)
5. ↑  Nordisk familjebok, upplaga 3, band 17, 1932
6. ↑  Nationalencyklopedin, band 17, Bra Böcker, Höganäs, 1995